# Jerome Apt
Jerome Apt (* 28. dubna 1949 Springfield, stát Massachusetts, Spojené státy americké), je americký astronaut, který absolvoval čtyři lety raketoplánem a pracoval i na ruském Miru.

## Životopis
Jerome, později používající přezdívku Jay, se narodil ve Springfieldu v židovské rodině. Vysokoškolské vzdělání získal na Shady Side Academy, Pittsburgh, PA (ukončeno 1967), pak na prestižní Harvard College ( ukončil 1971) a nakonec v Massachusettském technologickém institutu. Zde získal doku 1976 doktorát z fyziky. Na školách v Massachusetts a Harvardu pracoval ještě tři roky jako odborný asistent. V roce 1980 se začlenil jako vědecký pracovník do NASA v Houstonu, zde prodělal i výcvik astronautů a po roce 1985 čtyřikrát letěl do vesmíru. U NASA i poté získal v řídících funkcích na JSC (Jet Propulsion Laboratory). V období let 1997–1998 byl ředitelem Carnegie Museum of Natural History v Pittsburghu.
Jerome je ženatý, vzal si Eleanor Emmonsovou a mají spolu dvě dcery, Sarah a Rachel.

## Lety do vesmíru
- Poprvé letěl v dubnu 1991 na palubě raketoplánu Atlantis. Start byl jako obvykle na kosmodromu Mysu Canaveral (USA, stát Florida). Šestidenní misi STS-37 (dle COSPAR katalogizována 1991-027A) na oběžné dráze Země zajistila pětičlenná posádka. Apt zde dvakrát vystoupil ve skafandru do vesmíru. Přistáli na základně a kosmodromu Edwards v (Kalifornii – Mohavská poušť)

- Příští rok letěl do vesmíru podruhé v raketoplánu Endeavour na misi STS-47 (COSPAR 1992-061A). Start i přistání byly na Floridě, na palubě bylo 7 osob a měli sebou laboratoř Spacelab. Většina pokusů byla připravena Japonci. Jerome zde byl druhým letovým specialistou.

- Třetí let absolvoval opět v raketoplánu Endeavour v dubnu 1994. Mise STS-59 (COSPAR 1993-020A) .Startovali z Eastern Test Range na Floridě, přistáli v Kalifornii. Na palubě bylo šest astronautů, kteří se zabývali vědeckými výzkumy a fotografováním. Aptovi se podařilo radiové spojení s Mirem, tamní posádce gratuloval ke Dni kosmonautiky. .

- Čtvrtým letem byla mise STS-79 (COSPAR 1996-057A) s raketoplánem Atlantis v září 1996. Posádka byla šestičlenná ve složení William Ready, Terrence Wilcutt, Jerome Apt, Carl Walz, John Blaha a Thomas Akers. Letěli na orbitální stanici Mir, kde Blaha zůstal jako člen základní posádky, kdežto z Miru se vrátila na Zem po rekordním, 188 denním pobytu Shannon Lucidová. Sebou raketoplán vezl také laboratoř Spacehab, kterou využili k plnění úkolů. Přistáli bez problémů na Floridě.

Jeho lety v kostce:
- STS-37 Atlantis (raketoplán), start 5. duben 1991, přistání 11. duben 1991
- STS-47 Endeavour (raketoplán), start 12. září 1992, přistání 20. září 1992
- STS-59 Endeavour (raketoplán), start 9. duben 1994, přistání 20. duben 1994
- STS-79 Atlantis (raketoplán) start 16. září 1996, přistání 26. září 1996